# Parque Estadual da Mina Velha
O Parque Estadual da Mina Velha é uma unidade de conservação localizada no município de Ibaiti, no Paraná. O parque originou-se de uma região de antigas minas de carvão, hoje desativadas. Fica a poucos metros do centro da cidade.
A mina de carvão foi perfurada em 1910 e estava localizada na Fazenda Souza Cruz. Os primeiros povoadores chegaram no município atraídos pela exploração carbonífera na região. A mina foi desativada em 1943.
Com uma área de 46,74 hectares, no parque pode-se encontrar a antiga chaminé que durante o período de atividade das minas era utilizada para acessar o atual parque. Possui também túneis de extração de carvão, cachoeiras que proporcionam pontos para a prática de natação, diversas trilhas e esculturas em pedras feita pela natureza. Nessa parte, existe um pequeno cânion onde desagua uma cachoeira, formando uma piscina natural cercado com a vegetação nativa da floresta com araucária. Dentro do parque, um dos maiores destaques é a Gruta do Arco da Pedra, que tem uma extensão de 300 metros.
Criado na década de 1980, o parque hoje é considerado um patrimônio público estadual e é referência no turismo de Ibaiti e região. Em outubro de 2020 o parque registrou um incêndio que acabou consumindo uma grande parte da vegetação, mobilizando os bombeiros da Defesa Civil de Ibaiti.